# ميرزا عبد القادر بيدل
أبو المعاني ميرزا عبد القادر بن عبد الخالق أرلاس الشهير بلقلب بيدل أو بيدل دهلوي (بالفارسية: عبدالقادر بیدل) (و. 1644 – 1720 م) هو مؤلف، وشاعر، وكاتب من سلطنة مغول الهند، ولد في باتنا، توفي في دلهي، عن عمر يناهز 76 عاماً.